# Studio tramwaj
Studio tramwaj  – program telewizyjny typu talk-show prowadzony na żywo z krakowskiego rynku emitowany w telewizji TVN w latach 1998–1999, a produkowany przez lokalną Telewizję Wisła. Program prowadzony był z zabytkowego tramwaju SN1 i trwał 26 minut.
Gospodarze zapraszali do programu znane osobistości ze świata kultury, sztuki, filmu i mediów, m.in. Zbigniewa Wodeckiego, Jana Nowickiego, Krzysztofa Krawczyka. Program emitowany był wczesnym popołudniem w niedzielę. Program prowadzili Sławomir Sochacki (producent), Andrzej Sołtysik oraz Agnieszka Wróblewska. Kierownikiem produkcji była Agnieszka Niemczewska.